# Čara
Čara falu Horvátországban, Dubrovnik-Neretva megyében. Közigazgatásilad Korčulához tartozik.

## Fekvése
Makarskától légvonalban 40 km-re délre, Korčula városától légvonalban 16, közúton 23 km-re nyugatra, Korčula szigetének közepén, a Čarai mező (Čarsko polje) északnyugati szélén, a 126 méteres Koncar-domb lábánál fekszik. Áthalad rajta a szigetet átszelő főút.

## Története
A szigeten élő első ismert nép az illírek voltak, akik az i. e. 2. évezredben jelennek meg. A magaslatokon épített erődített településeken éltek, melyek nyomai Korčula szigetének mintegy harminc pontján, többek között a Čara területén fekvő Ripanjsko stražišce, Dubovo, valamint a Čarai mező délkeleti széle felett emelkedő Stražišće és Kavni vrh régészeti lelőhelyen találhatók meg. Halottaikat kőből rakott halomsírokba temették, melyek általában szintén magaslatokon épültek. Ilyen halom sírok találhatók a község területén többek között Dubovonál, a Gomilja-hegynél, a Stubaj-hegynél és Zapovjénál is. Feltehetően a Čarai mező mellett volt a görögök két, az i. e. 6. és az i. e. 3. században a szigeten alapított kolóniájának egyike, melyet a Lumbardai kőtáblák feliratai is megerősítenek. Némelyek a Čara elnevezést is görög eredetűnek tartják. Görög készítésű ókori cserépmaradványok találhatók a Čarai mezőtől keletre fekvő Konopljicán. Az illírek i. e. 30-ig uralták a szigetet, amikor Octavianus hadai végső győzelmet arattak felettük. A római légionáriusok a mai Čara környékén is letelepedtek magukkal hozva kultúrájukat, életmódjukat, szokásaikat. A római villagazdaságokban nagy mennyiségű gabonát, olívaolajat, bort, sózott halat és más élelmiszert állítottak elő, melyekkel élénk kereskedelmet folytattak. Ezek a tágas, kényelmesen berendezett épületek központi fűtéssel, díszes mozaikpadlóval, luxustárgyakkal rendelkeztek. Jelenlétüket a település területén talált római ciszterna bizonyítja.
A korai középkor időszakából szinte semmilyen adat nem maradt fenn a térségből. A folyamatos élet bizonyítéka a 11. – 12. századra keltezett Szent István templom, melynek mára csak az alapfalai maradtak fenn. A 13. században már a korčulai grófok irányították a szigetet, akik alattvalóiknak statutumban (1214-ben) írták elő kötelezettségeiket. A statutumban foglaltakból kiderül, hogy a javak védelmére Čarának is volt saját őrsége, melyet kumpanijának neveztek. A 14. századtól a szigeten felépült, vagy megújult számos templom és a hitélet egyre szervezettebb lett. A čarai plébániát 1329-ben említik először. A poljei Miasszonyunk templomot a 14. század elején, a čarai Szent Péter templomot a 15. században építették, de később több alkalommal is átépítették. A 14. században említett, de ma már nem álló templomok közül megemlíthető még a zavalatići Szent Márton, a sutudari Szent Teodor, a čarai Szent Miklós és Szent János templom. A török veszély is fennállt már a 15. századtól, de a török sohasem támadta meg komolyabb erőkkel a szigetet. A katonát és az őrséget a középkorban alapított vitézi rend a kumpanija biztosította. Közigazgatási szempontból Čara is hozzá tartozott a középkori korčulai közösséghez, melynek központja 1843-ig Korčula városában volt.
A velencei uralomnak 1797-ben vége szakadt és osztrák csapatok vonultak be Dalmáciába. 1806-ban az osztrákokat legyőző franciák uralma alá került, de Napóleon lipcsei veresége után 1813-ban újra az osztrákoké lett. A településnek 1857-ben 349, 1910-ben 668 lakosa volt. 1918-ban az új szerb-horvát-szlovén állam, majd később Jugoszlávia része lett. A második világháború idején 1941 és 1943 között olasz megszállás alatt volt. A háború után a szocialista Jugoszlávia része lett. 1955-ben a szomszédos Smokvicával együtt az újraszervezett Korčula községhez került. A  független Horvátország megalakulása utáni közigazgatási reform alkalmával, 1993-ban Čarát Korčula városához csatolták. A településnek 2011-ben 616 lakosa volt, akik főként a mezőgazdaságból (szőlő és olajbogyó termesztés) és a turizmusból éltek.

## Népesség
| Lakosság változása | Lakosság változása | Lakosság változása | Lakosság változása | Lakosság változása | Lakosság változása | Lakosság változása | Lakosság változása | Lakosság változása | Lakosság változása | Lakosság változása | Lakosság változása | Lakosság változása | Lakosság változása | Lakosság változása | Lakosság változása |
| ------------------ | ------------------ | ------------------ | ------------------ | ------------------ | ------------------ | ------------------ | ------------------ | ------------------ | ------------------ | ------------------ | ------------------ | ------------------ | ------------------ | ------------------ | ------------------ |
| 1857               | 1869               | 1880               | 1890               | 1900               | 1910               | 1921               | 1931               | 1948               | 1953               | 1961               | 1971               | 1981               | 1991               | 2001               | 2011               |
| 349                | 380                | 398                | 499                | 602                | 668                | 721                | 675                | 706                | 744                | 636                | 661                | 669                | 797                | 566                | 616                |

## Nevezetességei
- A település közepén álló Szent Péter plébániatemplom[4] a 15. században épült, de története során többször átépítették. A legnagyobb mértékű átépítés 1728-ban történt. Harangtornya, melyet a 18. században építettek mai formájában csak 1920-ban készült el. Első írásos említése 1415-ből származik. A főoltár képe a velencei Leandro Bassano mester alkotása a feltámadás után az apostoloknak megjelenő Krisztust ábrázolja. 16. századi reneszánsz munka. A templom előtt álló hatalmas ciprusok kora a hagyomány szerint az ötszáz évet is meghaladja, ezért védettséget élveznek.
- Poljei Miasszonyunk templom[5] a Čarai mezőn, szőlőültetvények között található. A templomot a 14. században építették. Egyhajós épület félköríves apszissal. Első írásos említése 1329-ből származik. 1377-ben, a 16. század végén és 1680-ban is megújították. Harangtornya 1939-ben befejezetlenül maradt és csak 1990-ben fejezték be és szentelték fel. Az oltár talapzatán Szűz Mária életéből vett jelenetekkel díszített (egykor színezett) domborművek láthatók, melyeknek idekerüléséről a nép ajkán legendák maradtak fenn. A templom búcsúnapját minden év július 25-én Szent Jakab ünnepén tartják.
- A település feletti Szent István templom maradványai.[6] A templomot 1412-ben említik, de szakemberek a 11. – 12. századra keltezik. Ma csak az alapfalai láthatók.
- A Španic-kastélyt[7] a 17. században a település egyik akkori leggazdagabb földesura építtette a falu keleti részén emelkedő magaslaton. A kastélytól szép kilátás nyílik a Čarai mezőre, és a Korčulától délre fekvő Lastovo-szigetre. Tiszta időben egészen Olaszországig is ellátni.
- A sziget többi településéhez hasonlóan a Zavalatica-öbölben itt is több korčulai gazdag család erődített nyaralója található.
- Čarától és a Čarai mezőtől északkeletre a 298,9 m magas Velo Stražišće nevű magaslat tetején egy őskori erőd és őrhely maradványai találhatók, amely mára egy 35 m átmérőjű halommá dőlt össze. Délről és nyugatról sáncok védik a dombot, melyek a terepalakzatokhoz igazodnak, így a természetes lejtés miatt a keleti oldalon elvesznek. A hely stratégiai szempontból fontos, mert teljes mértékben ellenőrzi a Čarai mező és a Dubovo fennsík közötti szárazföldi út nyomvonalát, mely Korčula szigetének nyugati és keleti részét köti össze. Az erőd összeköttetésben volt a Korčula-sziget középső részének déli partján állt erődökkel, valamint Lastovo és Sušac szigeteivel. Az erőd alatti domboldalon és a lejtőkön őskori kerámiák találhatók. A Velo Stražišće a Korčula-sziget számos őskori őrhelyének egyike volt, amely döntő fontosságú volt a szárazföldi forgalom ellenőrzésében.[8]

## Gazdaság
Itt termelik a különleges szőlőfajtát a Pošipot. A településen borospince és mezőgazdasági szövetkezet is működik, ahol a Pošip nevű híres bort termelik.

## Oktatás
A településen magánházakban már 1848-tól működött az iskolai oktatás. 1903-ban megnyílt az alapiskola új épülete, itt azonban ma már csak az alsó tagozatos oktatás folyik. A felső tagozatos diákok Smokvicára járnak iskolába.

## Kultúra
Čarán működik a Braća Črnomiri kulturális és művészeti egyesület. Nevét a legendás testvérpárról kapta, akik a velencei hatalom ellen küzdöttek a helyi jobbágyok jogaiért.